# Wolin (gemeente)
De gemeente Wolin is een gmina in de Poolse provincie West-Pommeren. De gemeente omvat een gebied van 327 km² waarop 12.950 mensen leven. 
De gemeente ligt grotendeels op het eiland Wolin. Hoofdstad is de plaats Wolin. 
De gemeente is sinds 2012 een partnerstad van de gemeente Kalkar in Duitsland.

## Plaatsen
Er zijn 45 plaatsen die deel uitmaken van deze gemeente (tussen haakjes de Duitse naam):
| - Chynowo (Chinnow) - Dargobądz (Dargebanz) - Darzowice (Darsewitz) - Dobropole (Dobberphul) - Domysłów (Dannenberg) - Dramino (Drammin) - Gogolice, (Gaulitz) - Jarzębowo (Jarmbow) - Karnocice (Karzig)* - Kodrąb (Codram, 1937-45: Kodram) - Kodrąbek (Neu Kodram) - Kołczewo (Kolzow) - Koniewo (Kunow) - Korzęcin (Cörtenthin, 1937-45: Körtenthin) - Laska (Laatzig) - Ładzin (Rehberg) - Łuskowo (Lüskow) - Łojszyno (Leussin) - Mierzęcin (Martenthin) - Mokrzyca Mała (Klein Mokratz) - Mokrzyca Wielka (Groß Mokratz) - Ostromice (Wusterwitz) | - Parłówko (Parlowkrug) - Piaski (Plastichow) - Płocin (Plötzin) - Rabiąż (Fernosfelde) - Recław (Hagen) - Rekowo (Reckow) - Rzeczyn (Reetzenhagen) - Sierosław (Zirzlaff) - Siniechowo (Schinchow) - Skoszewo (Paulsdorf) - Strzegowo (Stregow) - Sułomino (Soldemin) - Świętoujść (Swantuss) - Troszyn (Alt Tessin) - Unin (Tonnin) - Warnowo (Warnow) - Wiejkowo (Groß Weckow) - Wiejkówko (Klein Weckow) - Wilcze (Wilsdorf) - Wisełka (Neuendorf auf der Insel Wollin) - Wolin (Wollin) - Zagórze (Sager) - Zastań (Zünz) |